# Scaeva melanostoma
Scaeva melanostoma är en tvåvingeart som först beskrevs av Macquart 1842.  Scaeva melanostoma ingår i släktet glasvingeblomflugor, och familjen blomflugor. Inga underarter finns listade i Catalogue of Life.